# Diego Ruiz Molina
Diego Ruiz Molina (Águilas, 9 de marzo de 1996) es un futbolista español que juega en la demarcación de defensa para el Fútbol Club La Unión Atlético de la Segunda Federación.

## Trayectoria
Tras empezar a formarse como futbolista en las filas juveniles del Águilas FC, finalmente en 2015 hizo su debut con el primer equipo en un encuentro contra la EDMF Churra en la Tercera División de España. Jugó durante su primera temporada en el equipo un total de 30 partidos, disputando además los play-offs de ascenso a la Segunda "B". Al finalizar la temporada se marchó cedido a la UD Las Palmas Atlético. Tan solo permaneció tres meses en el club tras completar toda la pretemporada con el primer equipo y las tres primeras jornadas de la liga con el filial de las Palmas, ya que acabó volviendo al Águilas, donde permaneció hasta acabar la temporada. En 2017 se marchó traspasado al CF Lorca Deportiva.
El 31 de enero de 2018, Diego se marchó al Granada CF "B" hasta junio de 2019.
En la temporada 2021-22, firma por el Yeclano Deportivo de la Tercera Federación, con el que lograría el ascenso a la Segunda Federación.
En julio de 2023, firma por el Racing Cartagena Mar Menor Fútbol Club de la Segunda Federación.
En julio de 2024, firma por el Fútbol Club La Unión Atlético de la Segunda Federación.

## Clubes
| Club                               | País   | Año       | Partidos | Goles |
| ---------------------------------- | ------ | --------- | -------- | ----- |
| Águilas F. C.                      | España | 2015-2016 | 30       | 0     |
| U. D. Las Palmas Atlético (cedido) | España | 2016      | 0        | 0     |
| Águilas F. C.                      | España | 2016-2017 | 30       | 4     |
| C. F. Lorca Deportiva              | España | 2017-2018 | 13       | 0     |
| Club Recreativo Granada            | España | 2018      | 0        | 0     |
| C. A. Pulpileño                    | España | 2018-2020 | 49       | 4     |
| Lorca F. C.                        | España | 2020      | 3        | 0     |
| P. E. Sant Jordi                   | España | 2020-2021 | 20       | 6     |
| Yeclano Deportivo                  | España | 2021-2023 | 31       | 6     |
| Racing Cartagena Mar Menor F. C.   | España | 2023-2024 | 32       | 2     |
| F. C. La Unión Atlético            | España | 2024-     | 31       | 0     |